# Konzil von Orléans (511)

Karte mit den Herkunftsbistümern der auf dem Konzil von Orléans 511 anwesenden Bischöfe

Das Konzil von Orléans im Juli 511 war das erste Reichskonzil im Fränkischen Reich und wurde von Chlodwig I. einberufen.
Chlodwig hatte sämtliche Bischöfe seines Reichs zu der Synode nach Orléans eingeladen, um das Machtverhältnis zwischen kirchlichen und weltlichen Herrschern neu zu regeln. Die fränkischen Herrscher hatten nach dem Konzil ein Mitspracherecht bei der Investitur der Bischöfe, die in der Folge deren Bestätigung zum Amtsantritt bedurften. Neben dem innenpolitischen Machtzuwachs für Chlodwig war ein weiterer Schwerpunkt des Konzils die Bekämpfung der Arianer. Das Konzil bestimmte dabei über das Grundrecht merowingischer Kirchen und leitete die kirchliche Reorganisation im Frankenreich ein. Hauptthema war dabei die Religionsausübung und damit verbundene Disziplinarstrafen. Geregelt wurde das Asylrecht in Kirchen, mit dem der weltlichen Macht eine kirchliche gegenübergestellt wurde. Die Ordination von  Klerikern war danach nur auf Befehl des Königs oder mit der Zustimmung des Richters erlaubt. Das Messopfer durfte an den Hauptfesten der Kirche nur noch in den städtischen Kathedralen oder in Pfarrkirchen gefeiert werden und nicht mehr im Oratorium ländlicher Villen. Im Konzilsbeschluss wurde das Wahrsagen unter Androhung der Exkommunikation verboten. Chlodwig hatte den teilnehmenden Bischöfen versichert, die Kirchengüter und Kleriker zu schützen. Die Beschlüsse wurden am 10. Juli 511 von 32 Teilnehmern unterzeichnet. Erster Unterzeichner und damit wahrscheinlich Vorsitzender des Konzils war der Metropolit von Bordeaux. Nach Eugen Ewig beginnt mit dem einberufenen Konzil von Orléans die Geschichte der merowingischen Reichskirche.